# Mjasiščev M-50
Mjasiščev M-50 (NATO naziv "Bounder") sovjetski je prototip četveromotornog supersoničnog bombardera koji nikada nije ušao u službu i proizvodnju. Izrađena su samo dva prototipa: M-50 i M-52.

## Tehničke karakteristike (M-50A)
Osnovne karakteristike
- posada: 2
- dužina: 57,48 m
- raspon krila: 35,10 m
- površina krila: 290,6 m2
- visina: 8,25 m

Letne karakteristike
- najveća brzina: 1.950 km/h
- ekonomska brzina: 1.500 km/h
- dolet: 7.400 km
- najveća visina leta: 16.500 m
- specifično opterećenje krila: 602 kg/m2
- motor: 2 × Dobrynin VD-7M s naknadnim izgaranjem i

2 × VD-7B turbomlazna motora